# Споменик Бранку Радичевићу на Калемегдану
Споменик Бранку Радичевићу налази се у општини Стари град на Калемегдану. Постављен је 1955. године, а рад је српског вајара Александра Зарина.
Споменик је исклесан из једног гранитног блока зелено-сиве боје и представља фигуру песника који замишљено стоји ослоњен леђима на стену.
Бранко Радичевић (Брод на Сави, 28. март 1824 — Беч, 1. јул 1853) био јe српски романтичарски песник.